# Forsmarks församling
Forsmarks församling var en församling i Uppsala stift och i Östhammars kommun i Uppsala län. Församlingen uppgick 2006 i Frösåkers församling.

## Administrativ historik
Församlingen bildades 1612 genom en utbrytning ur Valö församling.
Församlingen utgjorde mellan 1629 och 1942 ett eget pastorat. Mellan 1612 och 1629 samt mellan 1942 och 1972 var den annexförsamling i pastoratet Valö och Forsmark som från 1962 även omfattade Hökhuvuds församling. Från 1972 till 2006 var den annexförsamling i pastoratet Östhammar, Börstil, Harg, Valö och Forsmark. Församlingen uppgick 2006 i Frösåkers församling.

## Kyrkor
- Forsmarks kyrka